# كامن
كامن (بالألمانية: Kamen) هي بلدة ألمانية تقع في ألمانيا في أونا (ألمانيا). يقدر عدد سكانها بـ 44,970 نسمة .

## المدن التوأمة
مدن Montreuil-Juigné، انجلهولم، باندرمة، بيزكو، إيلات، Sulęcin، أونكل وÄngelholm Municipality هي مدن توأمة لـكامن.

## أعلام
- هانس إتش باس
- إرنست ماركوس
- فرانك فاهرينهورست
- إريك ويبر
- هارتموت ويبر